# جام والیبال پاسارگاد ۱۳۵۴

جدول جام پاسارگاد بعد از دور دهم از مجله کیهان ورزشی سال ۱۳۵۴.

تصویر تیم دخانیات قهرمان اولین دوره لیگ والیبال پاسارگاد، قبل از بازی دور رفت مقابل پرسپولیس. این بازی را دخانیات ۳ بر صفر پیروز شد. تصویر از مجله دنیای ورزش شماره ۲۶۸.

رده‌بندی پایانی اولین دوره جام پاسارگاد

جام والیبال پاسارگاد ۱۳۵۴ اولین دوره جام پاسارگاد و بالاترین سطح  لیگ والیبال در ایران بود. این مسابقات از ۱۱ مرداد تا ۱۵ اسفند ۱۳۵۴ برگزار شد و در پایان ۱۲۲ بازی، دخانیات تهران به قهرمانی این دوره از لیگ رسید.

## تیم‌ها
در این دوره از بازی‌ها ۱۲ تیم شرکت داشتند. تیم‌های دخانیات تهران، پرسپولیس تهران، ذوب‌آهن اصفهان، هما تهران، آبگینه قزوین، تاج تهران، پاس رضاییه، راه‌آهن مشهد، پاس همدان، تهران جوان، برق شیراز و گمرک اهواز در اولین دوره لیگ والیبال کشور شرکت کردند.

## جدول رده‌بندی
| رتبه | تیم            | امتیاز | برد | باخت |
| ---- | -------------- | ------ | --- | ---- |
| ۱    | دخانیات تهران  | ۴۲     | ۲۰  | ۲    |
| ۲    | پرسپولیس تهران | ۴۱     | ۱۹  | ۳    |
| ۳    | تاج تهران      | ۳۹     | ۱۷  | ۵    |
| ۴    | هما تهران      | ۳۸     | ۱۶  | ۶    |
| ۵    | ذوب‌آهن اصفهان  | ۳۶     | ۱۴  | ۸    |
| ۶    | آبگینه قزوین   | ۳۵     | ۱۳  | ۹    |
| ۷    | پاس رضاییه     | ۳۴     | ۱۲  | ۱۰   |
| ۸    | راه‌آهن مشهد    | ۳۱     | ۹   | ۱۳   |
| ۹    | تهران جوان     | ۲۸     | ۶   | ۱۶   |
| ۱۰   | پاس همدان      | ۲۵     | ۳   | ۱۹   |
| ۱۱   | گمرک اهواز     | ۲۴     | ۲   | ۲۰   |
| ۱۲   | برق شیراز      | ۲۲     | ۱   | ۲۱   |

## رده‌بندی نهایی
| رتبه | تیم            |
| ---- | -------------- |
| 1    | دخانیات تهران  |
| 2    | پرسپولیس تهران |
| 3    | تاج تهران      |
| ۴    | هما تهران      |
| ۵    | ذوب‌آهن اصفهان  |
| ۶    | آبگینه قزوین   |
| ۷    | پاس رضاییه     |
| ۸    | راه‌آهن مشهد    |
| ۹    | تهران جوان     |
| ۱۰   | پاس همدان      |
| ۱۱   | گمرک اهواز     |
| ۱۲   | برق شیراز      |

| قهرمان فصل ۱۳۵۴ لیگ برتر ایران |
| ------------------------------ |
| دخانیات تهران نخستین قهرمانی   |

|  |  |

### ترکیب تیم قهرمان
محمود چایچی، امیر حیدری، عزیز پرتوی، منوچهر آخشین، ودود گوکانی، قاسم توکلی، نادر پاکرو، حمید شلتوکچی، صادق اکبری.
سرمربی: داود دارابیان، حسن کبیری